# World Series Fórmula V8 3.5
Las World Series Fórmula V8 3.5, anteriormente conocidas como Fórmula Renault 3.5, World Series/Fórmula Nissan y Open by Nissan, fueron un campeonato de automovilismo de velocidad organizado por RPM Racing que se disputaba en Europa con monoplazas que utilizaban motores provistos por la marca francesa de automóviles Renault y anteriormente por la japonesa Nissan.

## Historia

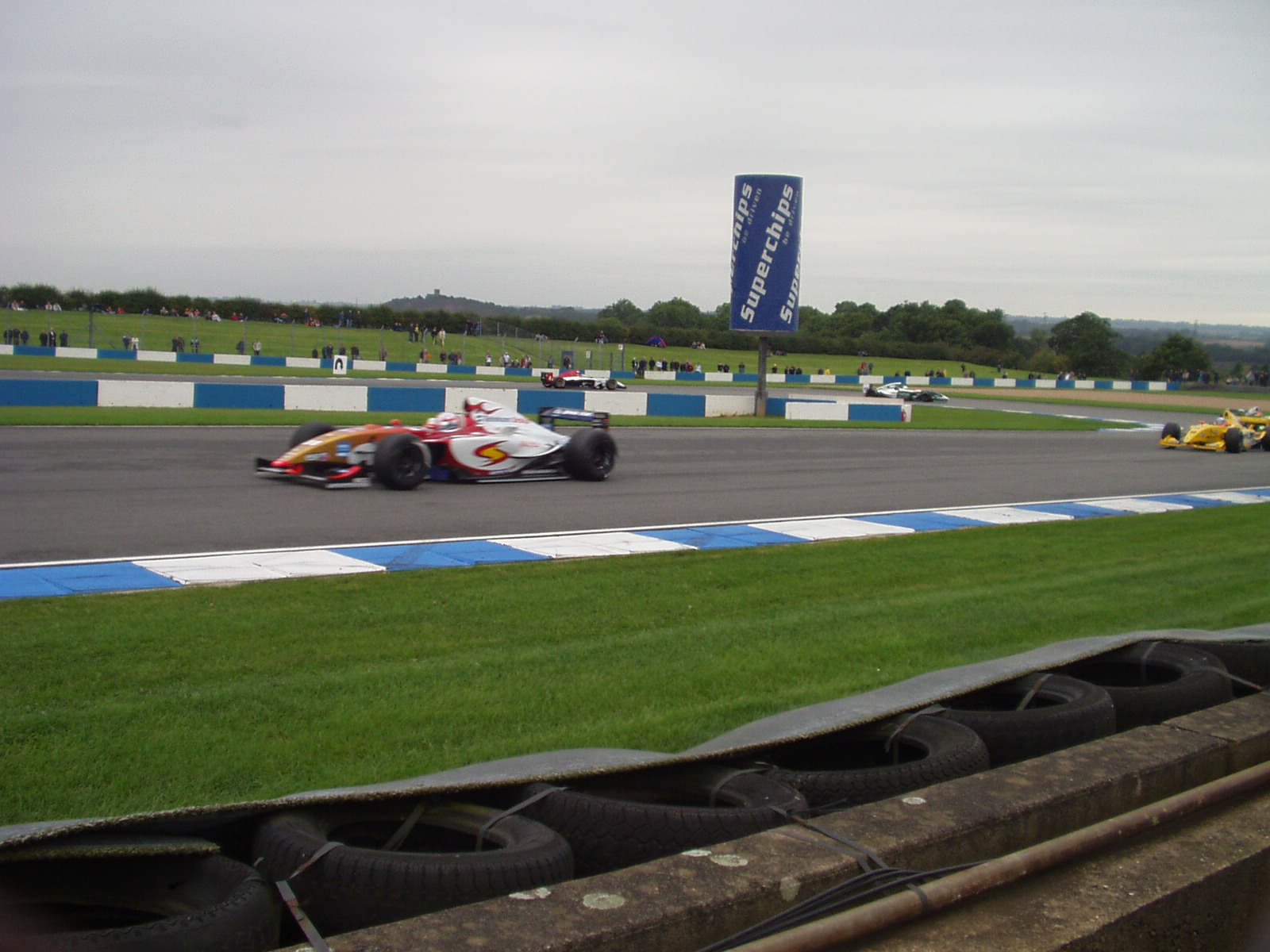
World Series by Renault en Donington Park en 2005.

La categoría fue fundada por Jaime Alguersuari Tortajada en 1998 como el Open by Nissan, sustituyendo al Campeonato de España de Fórmula Renault, desaparecido en 1997. Con chasis construidos por Coloni y motores Nissan SR20 de cuatro cilindros en línea y 2 litros. Las prestaciones del monoplaza se situaban entre un Fórmula 3 y un Fórmula 3000. El campeonato estaba basado inicialmente como un campeonato nacional en España, aunque se abrió muy pronto a Europa visitando países como Francia, Italia, Portugal y el Reino Unido hasta tres fechas por temporada. Para reflejar ese carácter europeo, la categoría se llamó temporalmente Euro Open by Nissan en 1999. 
En 2002 se reformaron las estructuras del fin de semana de este campeonato, con la aparición de dos rondas en Brasil (originalmente una de las dos iba a disputarse en Argentina, la introducción de un nuevo monoplaza con chasis de Dallara y motores Nissan VQ30 V6 de 3.0 litros. Se añadió una categoría de soporte con los anteriores monoplazas (motor de 2.0 litros y 220 CV) y otra inferior nacional, el Campeonato de España de Fórmula Junior 1600. El nombre conjunto de estas 3 categorías se denominó como World Series by Nissan. En 2003 la Fórmula Nissan V6 pasó a llamarse World Series V6 y la Fórmula Nissan 2000 pasó a llamarse World Series Light, estrenando ahora sí nuevos chasis Dallara y desapareciendo definitivamente los Coloni. La serie tuvo como patrocinador principal a la empresa tabacalera Fortuna en su temporada inaugural, Movistar al año siguiente, Telefónica en 2000, 2001 y 2002, y Superfund en 2003.
Paralelamente Renault creó en 2003 la Eurocopa de Fórmula Renault V6 que fue un torneo telonero del Campeonato Europeo de Turismos y el Campeonato FIA GT. Los automóviles tenían chasis Tatuus y motores Renault V6 de 3.5 litros potenciado a 425 CV. En 2005 la World Series by Nissan y la Eurocopa de Fórmula Renault V6 se fusionaron y se transformaron en la Fórmula Renault 3.5 Series. La Eurocopa de Fórmula Renault 2.0 y la Eurocopa Mégane V6 Trophy pasaron a funcionar como certámenes soporte a la serie principal, creándose la World Series by Renault. En el año 2010 se les unió la F4 Eurocup 1.6 y entre 2011 y 2014 la Eurocopa Clio.
En 2016 Renault Sport le retira su apoyo a la competición y RPM Racing (que se mantenía como coorganizador desde 2005) se queda como organizador único. Al finalizar la temporada 2017, se anuncia que el campeonato no seguirá al año siguiente principalmente debido al escaso número de pilotos que habían participado en él.

## Cronología de la competición (Etapa RPM)
| Año               |                |                |                |                | World Series by Nissan | World Series by Nissan | World Series by Nissan | World Series by Renault | World Series by Renault | World Series by Renault | World Series by Renault | World Series by Renault | World Series by Renault | World Series by Renault | World Series by Renault | World Series by Renault | World Series by Renault | World Series by Renault |           |           |
| Año               | 1998           | 1999           | 2000           | 2001           | 2002                   | 2003                   | 2004                   | 2005                    | 2006                    | 2007                    | 2008                    | 2009                    | 2010                    | 2011                    | 2012                    | 2013                    | 2014                    | 2015                    | 2016      | 2017      |
| ----------------- | -------------- | -------------- | -------------- | -------------- | ---------------------- | ---------------------- | ---------------------- | ----------------------- | ----------------------- | ----------------------- | ----------------------- | ----------------------- | ----------------------- | ----------------------- | ----------------------- | ----------------------- | ----------------------- | ----------------------- | --------- | --------- |
| Monoplazas V6/3.5 |                |                |                |                | FN V6                  | WS V6                  | WS V6                  | FR 3.5                  | FR 3.5                  | FR 3.5                  | FR 3.5                  | FR 3.5                  | FR 3.5                  | FR 3.5                  | FR 3.5                  | FR 3.5                  | FR 3.5                  | FR 3.5                  | F. V8 3.5 | F. V8 3.5 |
| Monoplazas 2L     | Open by Nissan | Open by Nissan | Open by Nissan | Open by Nissan | FN 2000                | WS Lights              | WS Lights              | Ec FR 2.0               | Ec FR 2.0               | Ec FR 2.0               | Ec FR 2.0               | Ec FR 2.0               | Ec FR 2.0               | Ec FR 2.0               | Ec FR 2.0               | Ec FR 2.0               | Ec FR 2.0               | Ec FR 2.0               |           |           |
| Monoplazas 1.6L   |                |                |                |                | F. Junior 1600         | F. Junior 1600         | F. Junior 1600         |                         |                         |                         |                         |                         | Ec F4 1.6               |                         |                         |                         |                         |                         |           |           |
| Turismos          |                |                |                |                |                        |                        |                        | Ec T. Mégane            | Ec T. Mégane            | Ec T. Mégane            | Ec T. Mégane            | Ec T. Mégane            | Ec T. Mégane            | Ec T. Mégane            | Ec T. Mégane            | Ec T. Mégane            |                         | TR Sport                |           |           |
| Turismos          |                |                |                |                |                        |                        |                        |                         |                         |                         |                         |                         | Ec Clio                 |                         |                         |                         |                         |                         |           |           |

F = Fórmula, N = Nissan, R = Renault, T = Trofeo, Ec = Eurocopa 

## Campeones
| Año                          | Piloto                 | Escudería              |                        |
| Open Fortuna by Nissan       | Open Fortuna by Nissan | Open Fortuna by Nissan | Open Fortuna by Nissan |
| ---------------------------- | ---------------------- | ---------------------- | ---------------------- |
| 1998                         | Marc Gené              | Campos Motorsport      |                        |
| Euro Open Movistar by Nissan |                        |                        |                        |
| 1999                         | Fernando Alonso        | Campos Motorsport      |                        |
| Open Telefónica by Nissan    |                        |                        |                        |
| 2000                         | Antonio García         | Campos Motorsport      |                        |
| 2001                         | Franck Montagny        | Epsilon by Graff       |                        |
| Fórmula Nissan V6            |                        |                        |                        |
| 2002                         | Ricardo Zonta          | Racing Engineering     |                        |
| World Series V6              |                        |                        |                        |
| 2003                         | Franck Montagny        | Gabord Competición     |                        |
| 2004                         | Heikki Kovalainen      | Pons Racing            |                        |
| Fórmula Renault 3.5 Series   |                        |                        |                        |
| 2005                         | Robert Kubica          | Epsilon Euskadi        |                        |
| 2006                         | Alx Danielsson         | Interwetten.com        |                        |
| 2007                         | Álvaro Parente         | Tech 1 Racing          |                        |
| 2008                         | Giedo van der Garde    | Tech 1 Racing          |                        |
| 2009                         | Bertrand Baguette      | Int. Draco Racing      |                        |
| 2010                         | Mikhail Aleshin        | Tech 1 Racing          |                        |
| 2011                         | Robert Wickens         | Carlin                 |                        |
| 2012                         | Robin Frijns           | Tech 1 Racing          |                        |
| 2013                         | Kevin Magnussen        | DAMS                   |                        |
| 2014                         | Carlos Sainz Jr.       | DAMS                   |                        |
| 2015                         | Oliver Rowland         | Fortec Motorsports     |                        |
| Fórmula V8 3.5 Series        |                        |                        |                        |
| 2016                         | Tom Dillmann           | Arden                  |                        |
| World Series Fórmula V8 3.5  |                        |                        |                        |
| 2017                         | Pietro Fittipaldi      | Lotus                  |                        |

### Trofeos Open by Nissan
| Año  | Naciones | Sub 20/21       | Riccardo Moscatelli |
| ---- | -------- | --------------- | ------------------- |
| 1999 | España   | Fernando Alonso | Giuseppe Burlotti   |
| 2000 | España   | Antonio García  | Giuseppe Burlotti   |
| 2001 | Francia  | Tomas Scheckter | Andrea Belicchi     |

### Campeonatos complementarios World Series by Nissan
| 2002 | Telefónica World Series | 2002 | Santiago Porteiro | Repsol - Meycom | 2002 | Adrián Vallés    | Escuela Lois Circuit |
| 2003 | Superfund World Series  | 2003 | Juan Cruz Álvarez | Meycom          | 2003 | Juan A. del Pino | G-Tec                |
| 2004 | World Series by Nissan  | 2004 | Miloš Pavlović    | Vergani Racing  | 2004 | Michael Herck    | Escuela Lois Circuit |